# Ducato di Boemia
Il ducato di Boemia (in ceco České knížectví) fu un ducato e un principato del Sacro Romano Impero in Europa centrale durante l'alto e pieno Medioevo. Fu formato intorno all'870 dai cechi come parte del regno della Grande Moravia e la Boemia si separò da questa a seguito della sua disintegrazione, dopo che il duca Spytihněv giurò fedeltà al re dei Franchi Orientali Arnolfo di Carinzia nell'895.
Mentre i duchi boemi della dinastia Přemyslide, all'inizio regnanti presso il castello di Praga e a Levý Hradec, portarono sotto il loro controllo altri possedimenti, la cristianizzazione iniziata dai santi Cirillo e Metodio fu continuata dai vescovi franchi di Ratisbona e Passavia. Nel 973 fu fondata la diocesi di Praga grazie agli sforzi congiunti del duca Boleslao II e dell'imperatore Ottone I. Il defunto duca Venceslao I di Boemia, ucciso dal fratello minore Boleslao nel 935, divenne il santo patrono del paese.
Mentre le terre furono occupate dal re polacco Boleslao I e le lotte interne scossero la dinastia Přemyslide, il duca Vladivoj ricevette la Boemia come feudo dalle mani del re dei Franchi Orientali Enrico II nel 1002 e il ducato divenne uno Stato Imperiale del Sacro Romano Impero. Il ducato di Boemia fu elevato a regno ereditario di Boemia, quando il duca Ottocaro I assicurò la sua elevazione dal re tedesco Filippo di Svevia nel 1198. I Přemyslidi rimasero al potere per tutto l'alto Medioevo, fino all'estinzione della linea maschile con la morte del re Venceslao III nel 1306.

## Storia
Le terre racchiuse dalla Selva Boema, dai Monti Metalliferi, dai Sudeti e dagli altopiani boemo-moravi furono colonizzate da tribù boeme intorno al 550. Nel VII secolo il popolo ceco locale faceva parte dell'unione guidata dal mercante franco Samo († 658). Boemia come termine geografico, probabilmente derivato dalle tribù celtiche (galliche) dei Boi, apparve per la prima volta nelle fonti franche del IX secolo. Nell'805, l'imperatore Carlo Magno si preparò a conquistare queste terre, invadendo la Boemia nell'805 e ponendo l'assedio alla fortezza di Canburg. Tuttavia, le forze ceche evitarono la battaglia aperta e si ritirarono nelle profonde foreste per lanciare attacchi di guerriglia. Dopo quaranta giorni, l'imperatore dovette ritirare le sue forze per mancanza di rifornimenti. Quando le forze dei Franchi tornarono l'anno successivo bruciando e saccheggiando le terre boeme, le tribù locali dovettero infine sottomettersi e divennero dipendenti dell'Impero Carolingio.

### Grande Moravia

Grande Moravia sotto il dominio di Svatopluk I (871–894).

Mentre il regno franco si disintegrava a metà del IX secolo, la Boemia cadde sotto l'influenza dello stato della Grande Moravia che fu fondato intorno all'830. Nell'874, il duca della dinastia moimoride Svatopluk I raggiunse un accordo con il re dei Franchi Orientali Ludovico il Germanico e confermò il suo dominio boemo. Con la frammentazione della Grande Moravia sotto la pressione delle incursioni magiare intorno al 900, la Boemia iniziò a formarsi come principato indipendente. Già nell'880, il principe Přemyslide Bořivoj di Levý Hradec, inizialmente un vice del duca Svatopluk I che era stato battezzato dall'arcivescovo della Grande Moravia Metodio di Salonicco nell'874, trasferì la sua residenza nel castello di Praga e iniziò a sottomettere l'area del bacino della Moldava.
la Grande Moravia riprese brevemente il controllo sull'emergente principato di Boemia dopo la morte di Bořivoj nell'988/890 fino a quando, nel 895, suo figlio Spytihněv insieme al principe della stirpe Slavník Witizla giurò fedeltà al re dei Franchi Orientale Arnolfo di Carinzia a Ratisbona. Lui e suo fratello minore Vratislao governarono poi sulla Boemia centrale intorno a Praga. Essi furono in grado di proteggere il loro regno dalle forze magiare che schiacciarono un esercito dei Franchi Orientali nella battaglia di Presburgo del 907 durante la conquista ungherese del bacino dei Carpazi. Tagliato fuori da Bisanzio dalla presenza ungherese, il principato boemo esisteva come stato indipendente, sebbene ancora all'ombra della Francia Orientale; i duchi pagarono tributi ai duchi bavaresi in cambio della conferma del trattato di pace. Il figlio di Vratislao, Venceslao, che regnò dal 921, era già stato accettato come capo dell'unione tribale boema; tuttavia, dovette affrontare l'inimicizia del suo vicino e duca Arnolfo di Baviera e del suo potente alleato, il re dei Franchi Orientali sassone Enrico I. Venceslao mantenne la sua autorità ducale sottomettendosi al re Enrico nel 929, dopodiché fu assassinato da suo fratello Boleslao.

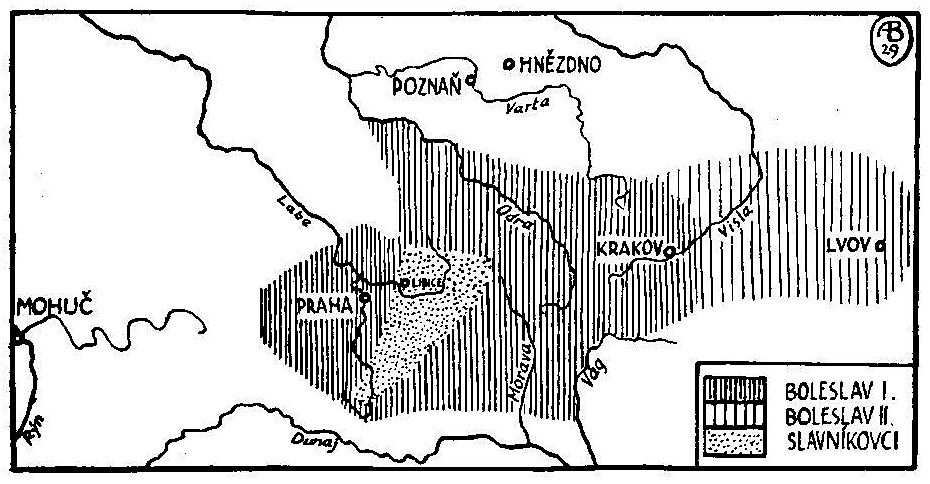
Ducato di Boemia sotto Boleslao I e Boleslao II.

Assumendo il trono di Boemia nel 935, il duca Boleslao conquistò le terre adiacenti di Moravia e Slesia e si espanse ulteriormente fino a Cracovia, a est. Egli fece opposizione al successore di Enrico, il re Ottone I, smise di pagare i tributi, attaccò un alleato dei Sassoni nella Boemia nordoccidentale e nel 936 si spostò in Turingia. Dopo un prolungato conflitto armato, il re Ottone I assediò un castello di proprietà del figlio di Boleslao nel 950 e Boleslao infine firmò un trattato di pace in base al quale riconobbe la sovranità di Ottone e promise di riprendere il pagamento del tributo. Come alleato del re, le sue truppe boeme, insieme a quelle del regno dei Franchi Orientali, combatterono nel 955 nella battaglia di Lechfeld e dopo la sconfitta dei Magiari ricevette le terre della Moravia in riconoscimento dei suoi servigi.
Travolgere i predoni ungheresi ebbe gli stessi vantaggi per tedeschi e cechi; meno ovvio è che Boleslao I il Crudele volesse guadagnare partecipando alla guerra contro le tribù obotriti nell'estremo nord, quando represse una rivolta di due duchi slavi (Stojgněv e Nakon) nella marca dei Billungi. Probabilmente Boleslao voleva assicurarsi che i suoi vicini tedeschi non interferissero con la sua espansione della Boemia a est.
Significativamente, la diocesi di Praga, fondata nel 973 durante il regno del duca Boleslao II, era subordinato all'arcivescovado di Magonza. Così, mentre i governanti Přemyslidi utilizzavano l'alleanza franco-orientale per consolidare il loro dominio contro una nobiltà regionale perennemente ribelle, essi lottavano per mantenere la loro autonomia rispetto all'impero. Il principato boemo si consolidò definitivamente nel 995, quando i Přemyslidi sconfissero i rivali Slavník, unificarono le tribù ceche e stabilirono una forma di governo centralizzato, seppur scosso da lotte dinastiche interne.

### Sacro Romano Impero

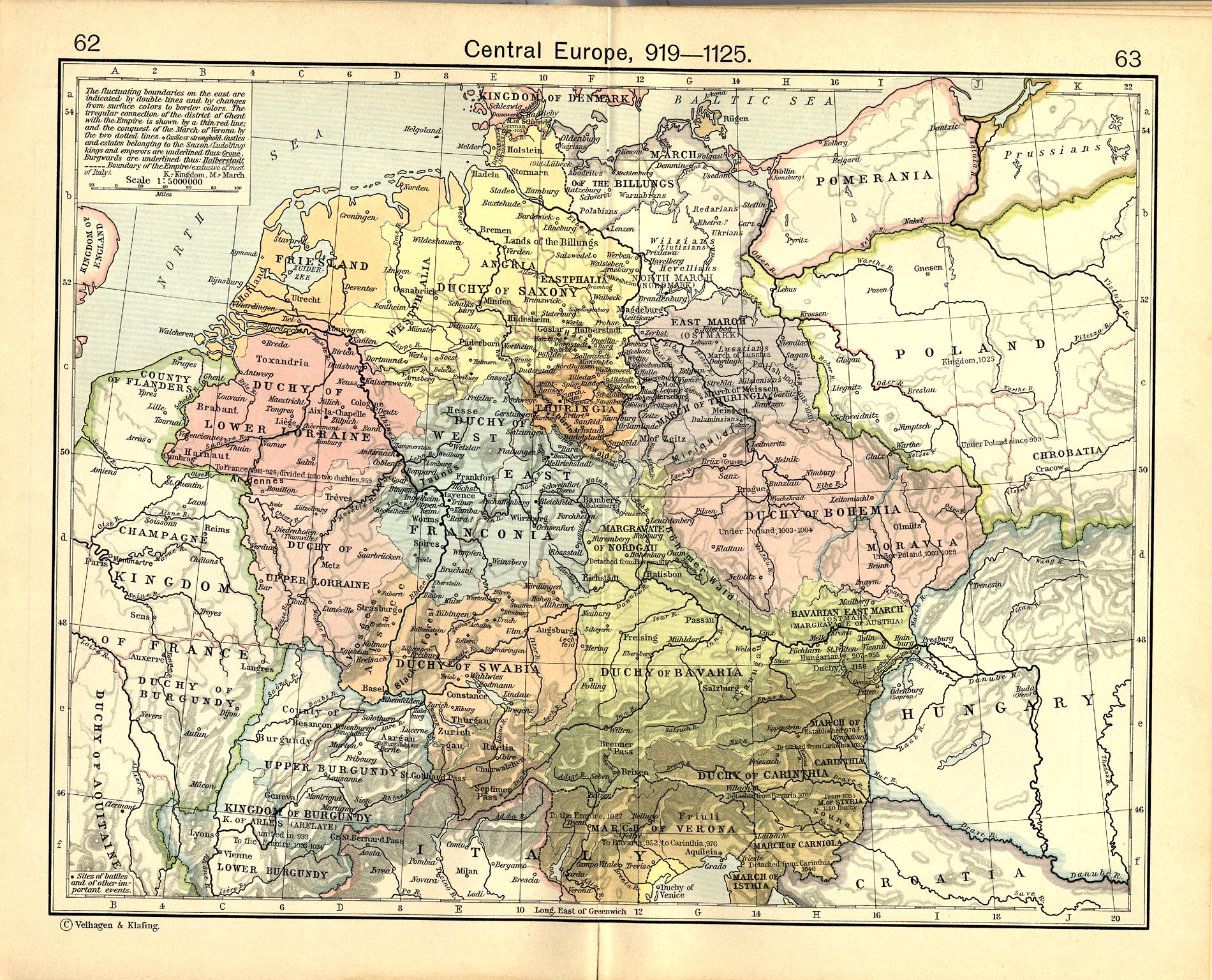
Ducato di Boemia nell'Europa centrale nel 919-1125.

Nel 1002, il duca Clodoveo fu infeudato del ducato di Boemia dalle mani del re Enrico II. Con questo atto, quello che era stato un ducato pienamente sovrano entrò a far parte del Sacro Romano Impero. Dopo la morte di Clodoveo l'anno successivo, il duca polacco Boleslao I invase la Boemia e la Moravia e vi regnò come Boleslao IV. Nel 1004, dopo che i polacchi furono espulsi dalla Boemia con l'aiuto di Enrico II, il duca Jaromír ricevette il ducato in feudo dal re.
Il duca Bretislao I di Boemia riacquistò le terre morave nel 1019 o 1029, che da allora in poi furono generalmente governate da un figlio minore del duca/re di Boemia. Intorno al 1031, Bretislao invase l'Ungheria per impedirne la futura espansione e, nel 1035, aiutò l'imperatore contro i Lusaziani. Nel 1039 invase la Polonia, catturò Poznań e devastò Gniezno; in seguito conquistò parte della Slesia compresa Breslavia. La distruzione di Gniezno spinse i governanti polacchi a trasferire la loro capitale a Cracovia. Nel 1040, Bretislao sconfisse l'invasione del re tedesco Enrico III il Nero in Boemia nella battaglia di Brůdek. Tuttavia, l'anno successivo Enrico assediò Bretislao a Praga e lo costrinse a rinunciare a tutte le sue conquiste tranne la Moravia. Nel 1047, Enrico negoziò un trattato di pace tra Bretislao e i polacchi.
Il figlio di Bretislao, Vratislao II, sostenne Enrico contro il papa, gli anti-re e le ribellioni in Sassonia nel suo lungo regno. Le truppe boeme mostrarono un notevole coraggio e, nel 1083, entrò a Roma con Enrico e le loro forze armate. Enrico diede a Vratislao una nomina vitalizia come primo re di Boemia nel 1085 per gratitudine. Per il suo successore Bretislao II, la politica estera fu in gran parte focalizzata dal conflitto slesiano, quando i polacchi non pagarono una tassa per le aree un tempo cedute da Bretislao I.
Nel 1147, il duca di Boemia, Vladislao II, accompagnò il re tedesco, Corrado III, nella seconda crociata, ma si fermò a Costantinopoli. Grazie al suo sostegno militare contro le città del nord Italia (in particolare Milano) per l'imperatore Federico Barbarossa, Vladislao fu elevato a re di Boemia l'11 gennaio 1158, diventando il secondo re di Boemia.

## Economia
L'estrazione di stagno e argento iniziò nei Monti Metalliferi all'inizio del XII secolo.

## Regno di Boemia

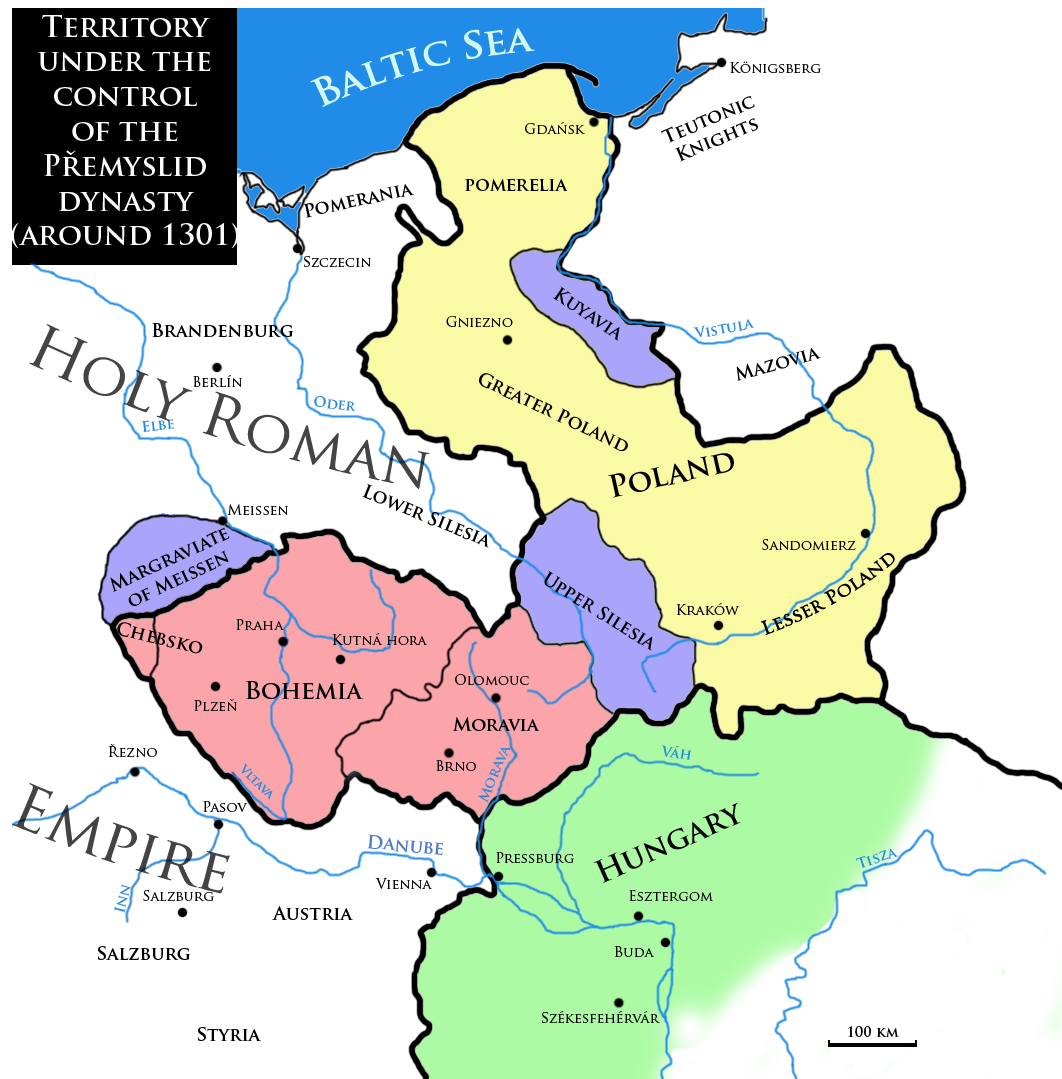
Territorio sotto il controllo della dinastia Přemyslide intorno al 1301

Durante la guerra civile tedesca tra il re Hohenstaufen Filippo di Svevia e il suo rivale Welfen Ottone IV, il duca Ottocaro I di Boemia decise di sostenere Filippo, per il quale fu ricompensato con l'incoronazione reale nel 1198, questa volta come titolo ereditario. Nel 1200, tuttavia, Ottocaro abbandonò il patto con Filippo e si dichiarò a favore della fazione Welfen. Sia Ottone che papa Innocenzo III accettarono successivamente Ottocaro come re ereditario di Boemia. Il principato di Boemia divenne quindi regno di Boemia.
Nel 1212, Ottocaro I, con il titolo di "re" dal 1198, ricevette la bolla d'oro di Sicilia, un editto formale dell'imperatore Federico II di Svevia che confermava il titolo reale per Ottocaro e i suoi discendenti, con cui il suo ducato fu formalmente elevato a regno. Il re di Boemia sarebbe esentato da tutti gli obblighi futuri verso il Sacro Romano Impero ad eccezione della partecipazione ai concili imperiali. Fu revocata la prerogativa imperiale di ratificare ogni sovrano boemo e di nominare il vescovo di Praga. Il paese quindi raggiunse la sua massima estensione territoriale ed è considerata la sua età d'oro.
Dopo l'estinzione in linea maschile della dinastia Přemyslide, le Terre della Corona di Boemia furono governate dalla Casa del Lussemburgo dal 1310, fino alla morte dell'imperatore Sigismondo nel 1437. Dopo il Medioevo, il regno di Boemia rimase sotto il dominio della casa austriaca degli Asburgo dal 1526 fino al crollo dell'Austria-Ungheria dopo la prima guerra mondiale.